# Big Creek (Californië)
Big Creek is een plaats in Fresno County in Californië in de VS.

## Geografie
Big Creek bevindt zich op een hoogte van 1500 meter. De totale oppervlakte bedraagt 16,5 km² wat allemaal land is.

## Demografie
Volgens de census van 2000 bedroeg de bevolkingsdichtheid 15,64/km² en bedroeg het totale bevolkingsaantal 258. De gemiddelde gezinsgrootte bedroeg 3,00.